# Narasaosina
Narasaosina is een bestuurslaag in het regentschap Flores Timur van de provincie Oost-Nusa Tenggara, Indonesië. Narasaosina telt 1371 inwoners (volkstelling 2010).